# Клеці
Кле́ці — колишнє село в Україні, у Прилуцькому районі Чернігівської області. У 2020 році зняте із обліку.
Розташоване поруч із селом Мала Дівиця. Підпорядковувалося Малодівицькій селищній раді.

## Історія
Недалеко від Малої Дівиці був хутір Клеці, який в давнину заснував козак Клуць. Колись голова Малодівицького райвиконкому Ярмак виділив землю під забудову людям. Так і залишився від тих днів куток Ярмаків.
Хутір було приписано до Покровської церкви у Товкачівці
Найдавніше знаходження на мапі 1832 року як Кицив.
У 1862 році на хуторі козачому Клеців було 9 дворів де жило 58 осіб
У 1911 році на хуторі козачому Клещив жило 90 осіб

## Населення
2001 року в селі проживало 9 людей.
24 червня 2018 року помер останній житель села — Добренко Василь Григорович.
У 2020 році в селі не було мешканців, тому його вирішили зняти із обліку.

### Мова
Розподіл населення за рідною мовою за даними перепису 2001 року:
| Мова       | Кількість | Відсоток |
| ---------- | --------- | -------- |
| українська | 9         | 100%     |